# Kusice
Kusice (deutsch Kuhtz) ist ein Dorf in der polnischen Woiwodschaft Westpommern und gehört zur Landgemeinde Malechowo (Malchow) im Powiat Sławieński (Schlawe).

## Geografische Lage
Kusice liegt 18 Kilometer südwestlich der Kreisstadt Sławno und ist über Niemica (Nemitz) an der Landesstraße 6 Stettin – Danzig zu erreichen. Bahnstation ist Wiekowo (Alt Wieck) an der Bahnstrecke Stargard Szczeciński–Gdańsk.
Das Dorf liegt etwa 45 Meter über dem Meeresspiegel in einer flachwelligen Landschaft, deren höchste Erhebung nördlich von Kusice (Galgenberg) 60 Meter misst.
Nachbargemeinden von Kusice sind: im Westen Sieciemin (Zitzmin), im Nordwesten Pękanino (Panknin), im Norden Niemica (Nemitz), im Nordosten Bartolino (Bartlin), im Südosten Sierakowo Sławieńskie (Zirchow) und im Süden Ratajki (Ratteick).

## Ortsname
Außer der Namensform Kuhtz finden sich frühere Bezeichnungen wie Kutzow, Kutzitz, Kutzig, Cusice und Kutzke.

## Geschichte
Im 13. Jahrhundert wird Kuhtz als Dorf der Parochie Nemitz (polnisch: Niemica) unter der Patronat des Klosters Buckow erwähnt. Im Jahre 1301 belehnt Fürst Sambor von Rügen in Schlawe (Sławno) den Burggrafen Matthäus mit einer Reihe Dörfer, darunter auch "Cusice". Später erscheinen die Kutzke de Zanow als Lehnsträger, und ab 1350 ist die Familie von Natzmer Eigentümer von Kuhtz. Von diesen erwirbt es Christoph Heinrich von Schlieffen Mitte des 18. Jahrhunderts. Letzter Besitzer des Gutes vor 1945 war Jasper-Limbrecht von Schlieffen, der es von seinem kinderlosen Onkel Hans Nikolaus von Schlieffen erbte, der 1932 verstarb.
Im Jahre 1784 hatte Kuhtz 1 Vorwerk, 1 Wassermühle, 6 Bauern, 1 Schulmeister und 1 Holzwächter. 1818 lebten hier 154 Einwohner. Deren Zahl stieg 1895 auf 231, und 1939 waren es 249.
Ein verheerender Brand, der zweite in der Geschichte von Kuhtz, vernichtete am 22. Mai 1822 den ganzen Kuhtzer Hof, alle Büdnerwohnungen und einen Bauernhof.
Bis 1945 gehörte Kuhtz mit den Gemeinden Nemitz (Niemica), Leikow (Lejkowo) und Soltikow (Sulechowo) zum Amtsbezirk Soltikow im Landkreis Schlawe i. Pom. im Regierungsbezirk Köslin (Koszalin) der preußischen Provinz Pommern. Standesamtlich waren diese Gemeinden und zusätzlich Söllnitz (Zielenica) ebenfalls mit Soltikow vereinigt. Das Forsthaus Kuhtz (Kusiczki) lag in der Gemarkung Nemitz (Niemica).
Am 1. März 1945 drangen sowjetische Panzer vom südlichen Dorf Ratteick (Ratajki) kommend bis an den Waldrand von Kuhtz vor und besetzen am Abend das Dorf. Infolge des Krieges kommt Kuhtz an Polen und ist heute als Kusice ein Ortsteil der Gmina Malechowo im Powiat Sławieński der Woiwodschaft Westpommern (bis 1998 Woiwodschaft Köslin).

## Kirche
Vor 1945 hatte Kuhtz ausschließlich evangelische Einwohner. Das Dorf war in das Kirchspiel Nemitz (Niemica) eingepfarrt, zu dem auch Bartlin (Bartolino) und  Louisenhof (Krzekoszewo) sowie die Filialgemeinde Klein Soltikow (Sulechówko) mit Leikow (Lejkowo), Söllnitz (Zielenica), Groß Soltikow (Sulechowo) und Borkow (Borkowo) gehörten. Gottesdienstliches Zentrum war die Dorfkirche Nemitz.
Das Kirchspiel Nemitz lag im Kirchenkreis Rügenwalde (Darłowo) der Kirchenprovinz Pommern der Kirche der Altpreußischen Union. Letzter deutscher Geistlicher war Pfarrer Martin Voßberg.
Heute gehören die Einwohner von Kusice fast ausschließlich zur katholischen Kirche. Die evangelischen Kirchenglieder werden vom Pfarramt in Koszalin (Köslin) in der Diözese Pommern-Großpolen der Evangelisch-Augsburgischen (d. h. lutherischen) Kirche in Polen betreut.

## Schule
Das Schulgebäude in Kuhtz war Ende der 1920er Jahre neu errichtet worden. Es handelte sich um eine Volksschule, die von den Kindern aus Kuhtz und Louisenhof (Krzekoszewo) besucht wurde. Letzte deutsche Schulhalter waren die Lehrer Obst und Radde.